# Toki (ptaki)

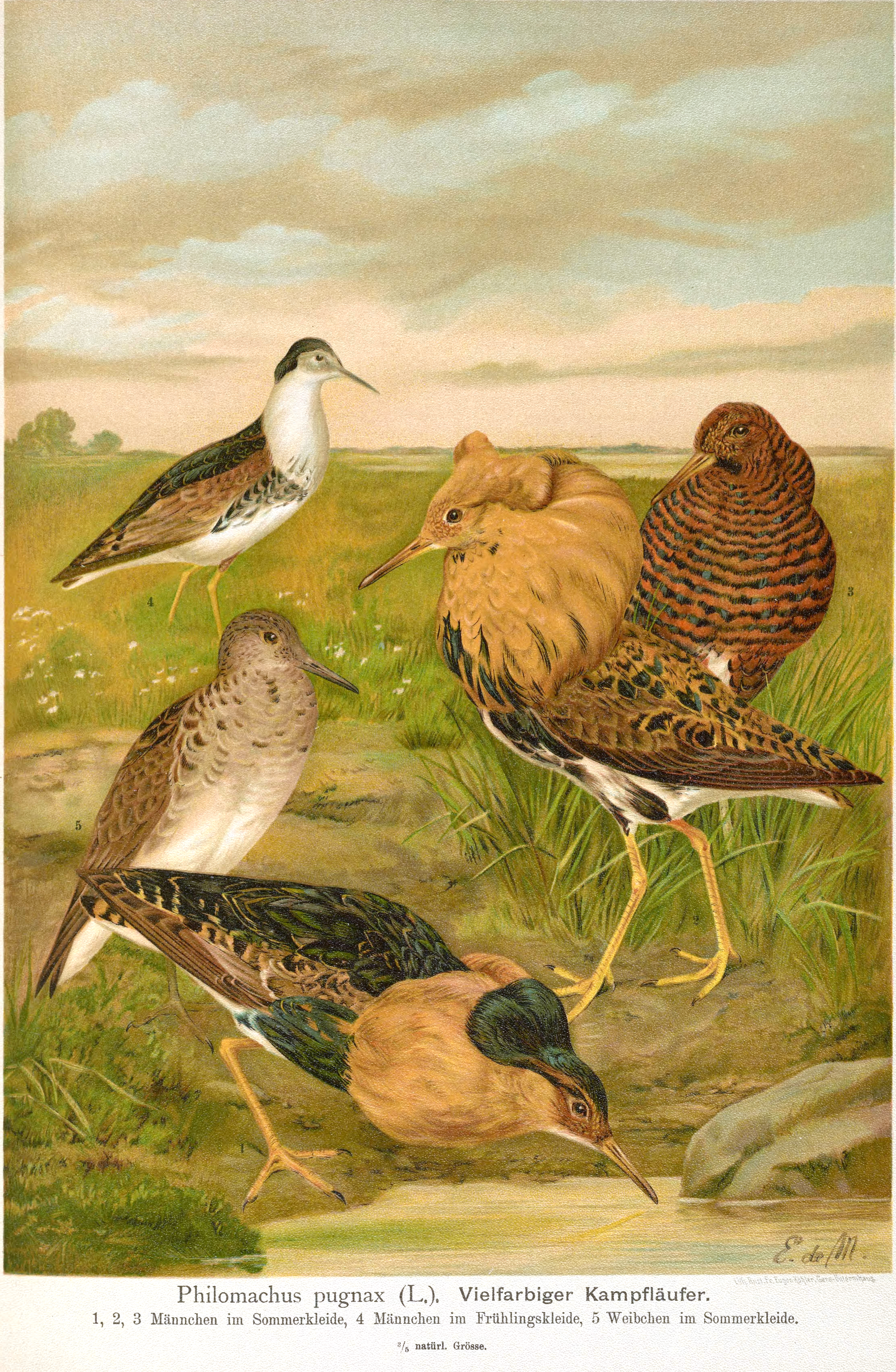
Tokujące bataliony

Toki – zachowanie lęgowe ptaków służące tworzeniu par dla celów rozrodczych. Toki obejmują zarówno aktywności przed, jak i częściowo po akcie kopulacji.
Wiele gatunków ptaków przybiera specjalne szaty godowe wspierające starania (najczęściej) o partnerkę, ale służące również jako ostrzeżenie dla rywali.
Taniec godowy wykonywany podczas toków ma za zadanie zachęcić samice i odstraszyć samce. Nikolaas Tinbergen na przykładzie mewy śmieszki stwierdził, że początkowe gesty mają charakter groźby, a potem ptaki wykonują gesty uległości łagodzące agresję.